# Melena del Sur
Melena del Sur è un comune di Cuba, situato nella provincia di Mayabeque.